# Il cane e il suo generale
Il cane e il suo generale (Le Chien, le Général et les Oiseaux) è un film d'animazione franco-italiano del 2003 diretto da Francis Nielsen.

## Trama
Un anziano generale russo in pensione fa tutte le notti lo stesso sogno: quando, molti anni prima, appiccò il fuoco a Mosca, occupata da Napoleone,  mettendo delle schegge di legno incendiarie nelle code dei piccioni. A distanza di molti anni, è ancora tormentato dal ricordo degli uccelli in fiamme ed è attaccato ogni giorno da tutti i volatili di Pietroburgo, che vogliono vendicare i loro simili. Un giorno, gli uccelli sono messi in fuga da un cane, rimasto senza padrone, che segue il generale fino a casa: non riuscendo a scacciarlo, egli cerca qualcuno a cui affidarlo e lo cede a un venditore ambulante pagandolo perché lo prenda con sé, ma poi decide di riprenderlo con sé. L'uomo però dice che il cane è scappato; il generale e il suo servitore lo cercano e lo ritrovano davanti alla porta di casa. Il generale lo chiama Bonaparte, in ricordo del suo vecchio nemico, e mentre osserva il ritratto della moglie morta ha l'ispirazione per ottenere finalmente il perdono per la sua azione di tanti anni prima: liberare tutti gli uccelli dalle gabbie.
Il primo giorno è il generale a liberare gli uccellini in vendita al mercato, ma dopo aver constatato il piccolo numero di esemplari rilasciati e aver dovuto rifondere i venditori di tasca propria, egli si rende conto che è necessario cambiare strategia. Bonaparte raduna sulla Neva ghiacciata un gran numero di cani, e il suo padrone si mette a scrivere sui muri "I cani reclamano la libertà degli uccelli". I padroni dei cani cercano di riprenderli con sé, ma solo il cane guida di un cieco ubbidisce al richiamo; gli altri rimangono sul fiume ghiacciato, benché il disgelo s'avvicini. Al ritorno dello zar Alessandro II in città, il generale si fa ricevere in udienza e gli strappa il decreto con cui ordina di liberare tutti gli uccelli della città. Gli uccelli prima in gabbia possono così spiccare il volo e fanno piovere fiori (anziché i soliti escrementi) sul generale e la città.

## Distribuzione
Il film è stato distribuito nei cinema francesi dalla BAC Films a partire dal 22 ottobre 2003, e in quelli italiani dalla Mikado a partire dal 24 ottobre dello stesso anno.

## Fonte d'ispirazione
La sceneggiatura è ispirata alla vita del padre della Contessa di Ségur (autrice del romanzo Les Malheurs de Sophie), il conte Fëdor Rostopčin (1763-1826). Questi, nel 1812, era il governatore di Mosca al momento dell'ingresso in città della Grande Armée. Malgrado l'opposizione dei proprietari delle dimore più belle, organizzò il grande incendio che costrinse Napoleone ad una ritirata disastrosa. Sebbene il piano fosse riuscito, si trovò ad essere malvisto a tal punto da andare in esilio in più paesi, tra i quali la Francia nel 1817. Tornò a vivere in Russia solo poco prima della sua morte.

## Critica
Le critiche sono state in massima parte positive. In particolare, sono stati apprezzati il ritmo narrativo e il comparto visuale, relativamente semplice ma molto suggestivo.